# Killer Queen (videogioco)
Killer Queen (キラー クイーン?, Kirā Kuīn), è una visual novel giapponese sviluppata dalla Flat, pubblicata il 13 agosto 2006 per Microsoft Windows. Il gioco fu in seguito pubblicato nuovamente il 16 agosto 2008 con l'aggiunta delle OST e un'interfaccia rifatta nella cosiddetta reprint edition.
Il gioco nasce come dōjinshi della Flat, che ha iniziato ad essere una compagnia solo alla fine del 2009. Sebbene per alcuni aspetti  possa sembrare simile alla visual novel 999: Nine Hours, Nine Persons, Nine Doors, presenta una dinamica e trama molto diversa, e risulta molto più simile al romanzo, manga e film Battle Royale, citato infatti da uno dei personaggi.
Pur non essendo mai stato pubblicato ufficialmente al di fuori del Giappone, il gioco ha riscosso successo nella comunità degli appassionati del genere, che hanno dato vita ad alcuni di progetti per tradurlo in diverse lingue tra cui inglese, spagnolo e russo.

## Trama
Tredici persone si risvegliano in un gigantesco edificio abbandonato, ognuno con un collare metallico e un palmare che rappresenta una carta da gioco dall'asso al re. Ogni giocatore ha 72 ore per compiere un obbiettivo dipendente dalla sua carta come uccidere altri giocatori oppure recuperare o distruggere altri palmari prima che il suo collare esploda.
Gli obbiettivi, poiché in parte conflittuali, restano nascosti ed ogni persona reagisce in modo diverso al trovarsi in questo sadico gioco.

## Modalità di gioco
La giocabilità di Killer Queen consiste nel leggere il testo accompagnato dalle immagini dei personaggi e da fondali fissi. A differenza della maggior parte delle visual novel, questa rientra nella categoria cosiddetta delle kinetic novel: non vi sono scelte da effettuare durante la storia che ha quindi ha una trama lineare. Una volta completato il primo episodio dal titolo "Killer Queen", dal menu principale è possibile ad un secondo episodio, "And then there were none" (citazione di "Dieci piccoli indiani" di Agatha Christie), che racconta una storia alternativa. Sebbene i personaggi, le loro personalità e i loro obbiettivi rimangano uguali, le vicende sono nettamente diverse dal precedente: alcuni personaggi appaiono solo in questo filone narrativo o sopravvivono più a lungo di quanto hanno fatto nel precedente; viceversa, alcuni personaggi principali del primo episodio muoiono immediatamente o hanno un ruolo molto marginale in questo.
Una volta completato anche il secondo episodio, sarà sbloccata nel menù principale la sezione extra che comprende una galleria fotografica, la possibilità di rileggere le scene hentai, una pagina dove ascoltare le musiche, un omake con le eroine del gioco ed alcuni errori commessi dalle doppiatrici delle eroine durante le registrazioni.

## Sviluppo
Il direttore del progetto e sceneggiatore è stato Takehaya, il character design fu affidato a Onsoku Zekuu, mentre la colonna sonora fu composta da Narucho e le canzoni cantate da YuNa.